# Acraea concolor
Acraea concolor är en fjärilsart som beskrevs av Charles Oberthür 1916. Acraea concolor ingår i släktet Acraea och familjen praktfjärilar. Inga underarter finns listade i Catalogue of Life.